# Carlo Maria Ventimiglia
Carlo Maria Ventimiglia (Palermo, 1570 – Palermo, 1667) è stato un letterato, matematico e antiquario italiano.
Nobile, fu membro della Accademia degli Accesi di Palermo. Nelle edizioni è indicato anche come Carolus Vintimillia Panhormitanus.
Studiò presso il gesuita Collegio Massimo di Palermo. Si attivò per i cittadini di Palermo in occasione della peste del 1624.